# Jessie James (альбом)
| Оценки критиков      | Оценки критиков |
| Источник             | Оценка          |
| -------------------- | --------------- |
| Allmusic             | [ 1 ]           |
| Billboard            | (positive)      |
| Entertainment Weekly | (B+)            |
| Slant                | [ 4 ]           |
| Sputnikmusic         | [ 5 ]           |

Jessie James — дебютный альбом американской кантри-певицы и автора песен Джесси Джеймс, выпущенный 11 августа 2009 года на лейбле Mercury Records.
Альбом занял 23-ю позицию в чарте Billboard 200. Сингл «Wanted», выпущенный в поддержку альбома достиг 40-й позиции в Billboard Hot 100. В первую неделю было продано 18 575 копий альбома.
Трек «Blue Jeans» вошёл в саундтрек к фильму Шопоголик.

## Критика
Альбом получил в основном положительные отзывы. На Metacritic он набрал 73 балла из 100. Майкл Менахем из Billboard в отношении различных жанров (кантри, поп, хип-хоп), присутствующих на альбоме заявил, что у Джесси Джеймс «голос, способный работать со многими жанрами».

## Список композиций
| №   | Название                       | Длительность |
| --- | ------------------------------ | ------------ |
| 1.  | «Wanted»                       | 3:06         |
| 2.  | «Bullet»                       | 3:17         |
| 3.  | «I Look So Good (Without You)» | 3:53         |
| 4.  | «Burnin' Bridges»              | 3:27         |
| 5.  | «Blue Jeans»                   | 3:55         |
| 6.  | «My Cowboy»                    | 3:12         |
| 7.  | «Big Mouth»                    | 3:22         |
| 8.  | «Burn It Up»                   | 3:54         |
| 9.  | «Psycho Girlfriend»            | 3:24         |
| 10. | «Inevitable»                   | 3:40         |
| 11. | «Girl Next Door»               | 3:22         |
| 12. | «Guilty»                       | 4:16         |